# René Wildangel

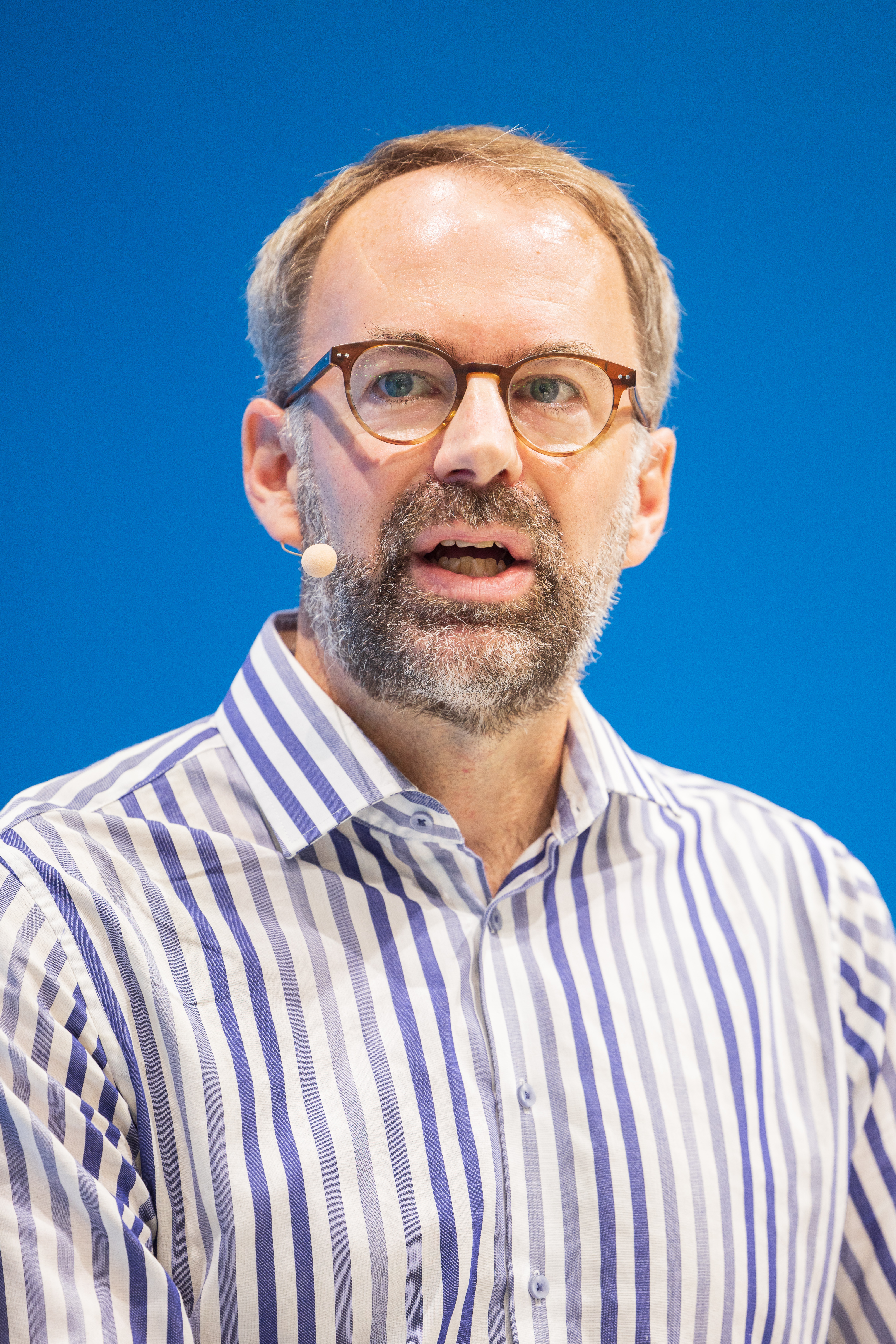
René Wildangel auf der Frankfurter Buchmesse 2022

René Wildangel (* 7. Juni 1973 in Rheinbach) ist ein deutscher Historiker, Autor und Journalist, der insbesondere zum Nahen Osten veröffentlicht.

## Leben
René Wildangel ist ein Enkel von Ernst Wildangel. Er studierte Geschichte, Germanistik und Politikwissenschaften an der Universität zu Köln und der Hebräischen Universität in Jerusalem. In seiner Magisterarbeit (1998) befasste er sich mit Kurt Blumenfeld und deutschem Zionismus in Palästina in den 1930er-Jahren. Nach dem Studium hielt er sich 1999/2000 ein Jahr am Institut français d’études arabes de Damas (IFEAD) in Damaskus auf, um Arabisch zu lernen. Von 2001 bis 2004 war er Stipendiat der Heinrich-Böll-Stiftung am Zentrum Moderner Orient (ZMO) in Berlin. Parallel arbeitete Wildangel von 2000 bis 2004 in der Berliner Gedenkstätte „Haus der Wannseekonferenz“. Er promovierte 2004 bei Wolfgang Schieder an der Universität zu Köln mit einer Arbeit über die arabisch-palästinensische Wahrnehmung des Nationalsozialismus. 
Danach arbeitete er von 2004 bis 2006 im Auswärtigen Amt als Länderreferent für den Irak und anschließend bis 2009 als außenpolitischer Referent der Bundestagsfraktion Bündnis 90/Die Grünen. Er war 2010/11 mit einem Stipendium des German Marshall Fund als Mitarbeiter des Abgeordneten Jim McDermott (D) im Repräsentantenhaus der Vereinigten Staaten tätig. Von Anfang 2012 bis zum September 2015 leitete er das Regionalbüro Palästina und Jordanien der Heinrich-Böll-Stiftung in Ramallah im Westjordanland.
Es folgte eine gut dreijährige Tätigkeit als Berater für Menschenrechte in der MENA-Region (Naher Osten und Nordafrika) bei Amnesty International Deutschland. Von 2019 bis 2021 war Wildangel als Fellow beim European Council on Foreign Relations (ECFR) ebenfalls zuständig für die MENA-Region. Seit November 2021 lehrt er als Dozent (Adjunct Lecturer) für Geschichte des Nahen Ostens an der englischsprachigen International Hellenic University in Thessaloniki.
Daneben ist Wildangel als freischaffender Autor tätig, vor allem zum Nahen Osten. Seine Veröffentlichungen erschienen unter anderem in FAZ, Süddeutsche Zeitung, Die Zeit, taz, Le Monde diplomatique, sowie im Rundfunk und Fernsehen. Wildangel ist regelmäßiger Kommentator der Lage in Israel und Palästina im Deutschlandradio Kultur, im Schweizer Rundfunk und anderen Sendern.

## Werk und Rezeption
Wildangels 2007 veröffentlichte Dissertation Zwischen Achse und Mandatsmacht, für die er arabische Originalquellen auswertete, kommt zu dem Schluss, dass die palästinensische und allgemein arabische Kollaboration mit dem Nationalsozialismus geschichtspolitisch instrumentalisiert und überbewertet werde. Gottfried Niedhart lobte in der Frankfurter Allgemeinen Zeitung Wildangels „facettenreich(e)“ Untersuchung der „palästinensische(n) Öffentlichkeit im Spannungsfeld von britischen Behörden“ und den Achsenmächten.
Wolfgang G. Schwanitz bemängelte dagegen in der Fachzeitschrift Connections und H-Soz-Kult, Wildangels Buch sei „bei Interna zu schwach recherchiert“ und es fehle „[e]ine solide Quellenkritik“. So dürfe man die von der britischen Mandatsmacht zensierte arabische Presse Palästinas nicht einfach als repräsentativ annehmen. Wildangels These, rassistischer Antisemitismus bei arabischen Palästinensern „sei ein Import aus Europa“, greife zu kurz. Dass die Bezeichnung „Jude“ im Arabischen erst seit der vermehrten jüdischen Immigration nach Palästina negativ konnotiert sei, wies Schwanitz als „falsch“ zurück. Er warf Wildangel den Versuch vor, die Rolle des Jerusalemer Großmuftis Mohammed Amin al-Husseini „in der arabischen, palästinensischen und islamischen Geschichte zu rehabilitieren und zu marginalisieren“, dieser Ansatz sei jedoch fehlgeschlagen. Auch in einer Besprechung für die Süddeutschen Zeitung monierte Schwanitz die Schwarz-Weiß-Darstellung und vermisste „Grautöne“. Wildangels Bild des Muftis Amin al-Husseini falle hinter den Forschungsstand zurück, wie ihn etwa der palästinensische Historiker Philip Mattar erarbeitet habe, und ignoriere wichtige Details.

## Veröffentlichungen (Auswahl)
- Mit Gerhard Höpp, Peter Wien (Hrsg.): Blind für die Geschichte? Arabische Begegnungen mit dem Nationalsozialismus. Klaus Schwarz, Berlin 2004, ISBN 3-87997-625-2 (Abstract in Arabisch:  (PDF; 246 kB) Die Anm. sind zweisprachig.)
  - Darin: „Der größte Feind der Menschheit“. Der Nationalsozialismus in der arabischen öffentlichen Meinung in Palästina während des Zweiten Weltkrieges. S. 115.
- Zwischen Achse und Mandatsmacht. Palästina und der Nationalsozialismus. Klaus Schwarz, Berlin 2007 ISBN 3-87997-640-6 (zugleich Dissertation Univ. Köln 2004).
- More than the Mufti. Other Arab-Palestinian Voices on Nazi Germany, 1933–1945, and Their Postwar Narrations. In: Israel Gershoni (Hrsg.): Arab Responses to Fascism and Nazism. Attraction and Repulsion. University of Texas Press, Austin 2014, ISBN 978-1477307571, S. 101–125.